# Lagwagon
Lagwagon é uma banda de punk rock formada aos arredores de Santa Bárbara, Califórnia, em 1988. A banda já lançou sete álbuns de estúdio através da gravadora Fat Wreck Chords desde 1992, um álbum ao vivo e um álbum apenas com músicas raras ou nunca lançadas previamente.
O vocalista do Lagwagon, Joey Cape, também é guitarrista da banda de covers Me First And The Gimme Gimmes (da qual o baterista Dave Raun também faz parte) e da banda Bad Astronaut, na qual também canta. Joey lançou em 2004 um álbum com o vocalista da banda No Use For A Name, Tony Sly, no qual tocam versões acústicas de músicas das suas bandas.
Em 2005 foi lançado o álbum Resolve em homenagem ao ex-baterista da banda, Derrick Plourde, que se suicidou em março de 2005. Neste álbum várias letras são dedicadas a ele.

## Formação atual
- Joey Cape - vocal
- Chris Flippin - guitarra
- Chris Rest - guitarra
- Joe Raposo - baixo
- Dave Raun - bateria

### Membros fundadores
- Shawn Dewey - guitarra (1990-1997)
- Derrick Plourde - bateria (1990-1996)
- Ken Stringfellow - guitarra (1997)
- Jesse Buglione - baixo (1990–2010)

## Discografia

### Álbuns de estúdio
- Duh! (1992)
- Trashed (1994)
- Hoss (1995)
- Double Plaidinum (1997)
- Let's Talk About Feelings (1998)
- Blaze (2003)
- Resolve (2005)
- Hang (2014)
- Railer (2019)

### Ao vivo
- Live in a Dive (2005)

### EPs
- Tragic Vision b/w Angry Days (1992)
- Brown Eyed Girl (1994)
- A Feedbag of Truckstop Poetry (2000)
- I Think My Older Brother Used to Listen to Lagwagon (2008)

### Compilações
- Let's Talk About Leftovers (2000)